# Todd Lodwick
Todd Lodwick (* 21. listopadu 1976, Steamboat Springs, USA) je americký reprezentant v severské kombinaci, dvojnásobný mistr světa z roku 2009. Zvítězil jak v závodě s hromadným startem, tak v individuálním závodě. V roce 2006 ukončil kariéru, nicméně v roce 2008 se opět vrátil k závodění. Doposud se zúčastnil čtyř olympijských her.
Na Zahajovacím ceremoniálu Zimních olympijských her 2014 v Soči se stal vlajkonošem americké výpravy.

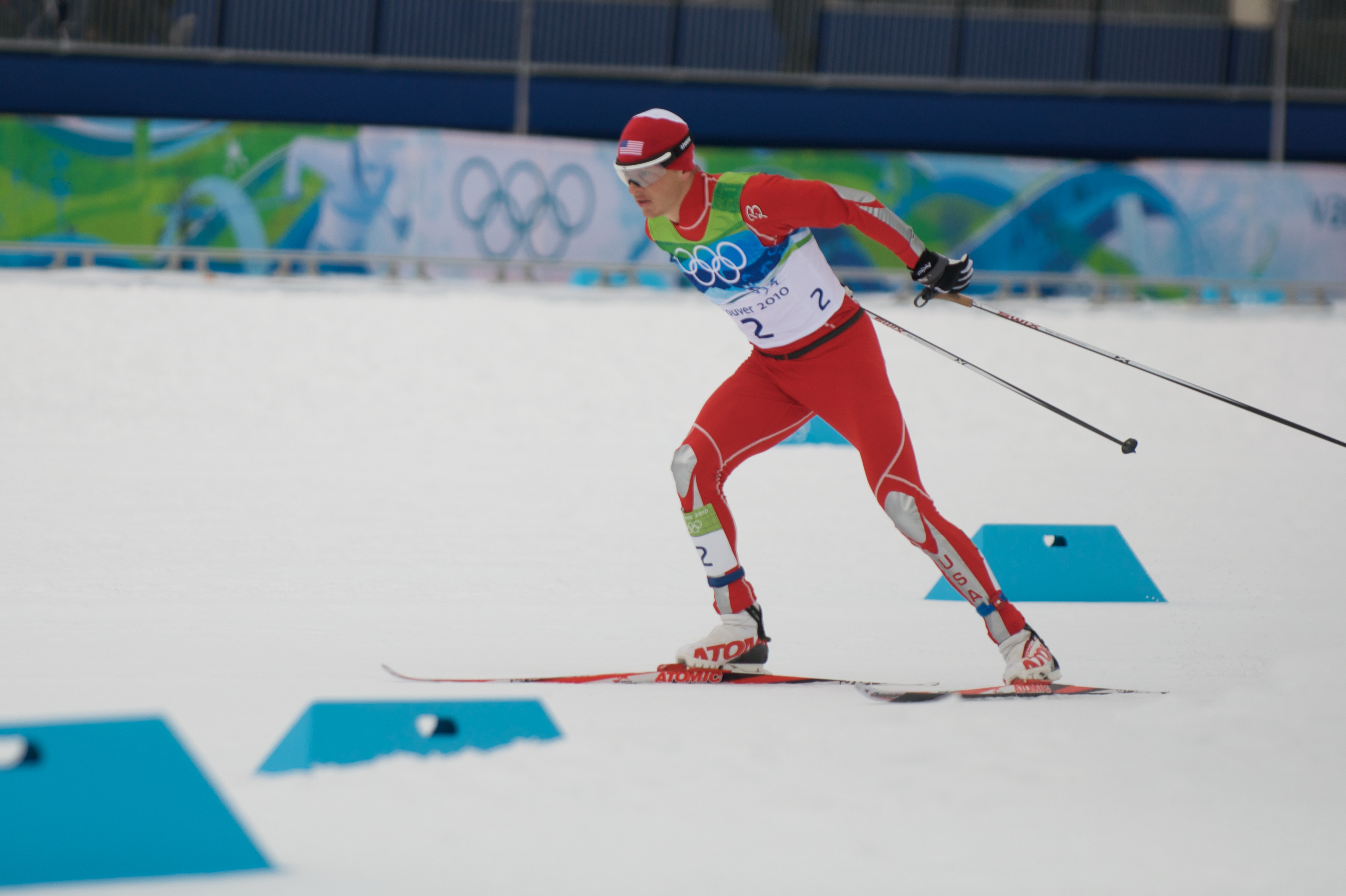
Todd Lodwick na ZOH 2010

- Obrázky, zvuky či videa k tématu Todd Lodwick na Wikimedia Commons